# 大沼郡
- 令制国一覧 > 東山道 > 岩代国 > 大沼郡
- 日本 > 東北地方 > 福島県 > 大沼郡

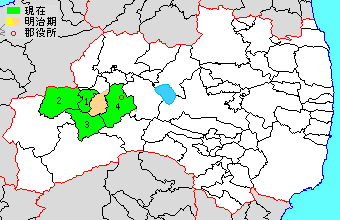
福島県大沼郡の範囲（1.三島町 2.金山町 3.昭和村 4.会津美里町 薄黄：後に他郡に編入された区域）

大沼郡（おおぬまぐん）は、福島県（陸奥国・岩代国）の郡。
人口21,190人、面積870.52km²、人口密度24.3人/km²。（2025年3月1日、推計人口）
以下の3町1村を含む。
- 三島町（みしままち）
- 金山町（かねやままち）
- 昭和村（しょうわむら）
- 会津美里町（あいづみさとまち）

## 郡域
1878年（明治12年）に行政区画として発足した当時の郡域は、上記3町1村のほか、下記の区域にあたる。
- 会津若松市の一部（大戸町小谷各町・大戸町大字小谷）
- 河沼郡柳津町の一部（軽井沢、久保田以南）

## 歴史

### 近代以降の沿革
- 幕末時点では陸奥国に所属した。「旧高旧領取調帳」に記載されている明治初年時点での支配は以下の通り。（159村）

| 知行   | 知行                 | 村数  | 村名 |
| ------ | -------------------- | ----- | --- |
| 幕府領 | 幕府領（会津藩預所） | 104村 | 大塩村、横田村、越川村、山入村、大岐村、滝沢村、田沢村、野尻村、松山村、下中津川村、小中津川村、佐倉村、喰丸村、両原村、大芦村、小野川村、大石村（現・金山町）、川口村、西谷村、本名村、小栗山村、八町村、中井村、玉梨村、太郎布村、沼沢村、福沢入新田村、大栗山村、三更村、水沼村、早戸村、宮崎村、坂下村、大谷村、間方村、浅岐村、桑原村、宮下村、川井村、大登村、小野川原村、砂子原村、五畳敷村、黒沢村、冑中村、芋小屋村、大成沢村、漆峠村、琵琶首村、滝谷村、檜原村、西方村、大石田村、名入村、湯八木沢村、大嶺村、田代村、中村、牧沢村、鳥屋村、沢中村、遅越渡村、九九明村、高森村、永井野村、上戸原村、赤留村、八木沢村、蛇喰村、荻窪村、松沢村、杉内村、冑村、尾岐窪村、上杉原村、下杉原村、松岸村、小山村、大岩村、藤江村、沼ノ平村、魚淵村、観音村、落合村、仁王村、堀内村、牧内村、菅沼村、海老山村、下谷ヶ地村、中村、中在家村、入谷ヶ地村、東尾岐村、大室村、箕作村、岩淵村、北村、池端村、長岡舘村、無量村、寺入村、小川窪村、市野村 |
| 藩領   | 陸奥会津藩           | 55村  | 田蠃岡村、本郷村、大八郷村、相川村、福永村、上小松村、関山村、八重松村、田中分、沖ノ舘分、藤田村、領家村、福光村、小川分、橋爪村、丸山新村、新堀村、下中川村、大石村（現・会津美里町）、穂谷沢村、馬越村、小谷村、高田村、竹原村、西勝村、富岡村、上中川村、屋敷村、境新田村、安田村、佐布川村、境野村、寺崎村、雀林村、米沢村、檜目村、根岸中田村、沖中田村、阿久津村、新屋敷村、新屋敷新田村、立行事村、長尾原新村、逆瀬川村、軽井沢村、和泉新田村、沢田村、蕎麦目村、大石目村、梁田村、上小沢村、下小沢村、西原村、出戸田沢村、入田沢村 |

- 明治元年
  - 9月22日（1868年11月6日） - 会津戦争で会津藩が新政府軍に降伏し、領地を没収される。
  - 10月1日（1868年11月14日） - 幕府領・旧会津藩領に若松民政局を設置。
  - 12月7日（1869年1月19日）
    - 陸奥国が分割され、本郡は岩代国の所属となる。
    - 旧会津藩領の郷村高帳の引き継ぎ以外の事務が上野館林藩の管轄となる。

  - 12月23日（1869年2月4日） - 旧会津藩領の事務が館林藩と羽前新庄藩の共同管理となる。
- 明治2年5月4日（1869年6月13日） - 若松民政局を廃し、若松県を設置。館林藩・新庄藩の管轄も終了。
- 明治4年 - 境野村が境野村南分、境野村北分に分村。（159村）
- 明治初年 - 長尾原新村が沖中田村に合併。（158村）
- 明治8年（1875年） - 下記の村の統合が行われる。（103村）

- 中川村 ← 宮崎村、坂下村
- 四ツ谷村 ← 沢中村、遅越渡村、九九明村、高森村
- 杉屋村 ← 杉内村、屋敷村
- 西本村 ← 冑村、大岩村、海老山村
- 杉原村 ← 上杉原村、下杉原村
- 吉田村 ← 小山村、仁王村、堀内村、菅沼村
- 西尾村 ← 藤江村、沼ノ平村、魚淵村、落合村［端村森越］
- 宮川村 ← 観音村、牧内村、落合村［端村森越を除く］
- 松坂村 ← 下谷ヶ地村、中村、中在家村、入谷ヶ地村
- 三寄村 ← 箕作村、岩淵村、北村
- 舘端村 ← 池端村、長岡舘村
- 市川村 ← 小川窪村、市野村、小川分
- 福重岡村 ← 田蠃岡村、八重松村、福光村
- 永会村 ← 相川村、福永村
- 関上村 ← 上小松村、関山村
- 田丸村 ← 田中分、丸山新村
- 藤家舘村 ← 沖ノ舘分、藤田村、領家村
- 下堀村 ← 新堀村、下中川村
- 穂馬村 ← 穂谷沢村、馬越村
- 勝原村 ← 竹原村、西勝村
- 富川村 ← 富岡村、上中川村
- 田川村 ← 安田村、佐布川村
- 境野村 ← 境野村南分、境野村北分
- 米田村 ← 米沢村、根岸中田村
- 鶴野辺村 ← 檜目村、沖中田村、阿久津村
- 立石田村 ← 立行事村、大石目村、梁田村
- 和田目村 ← 和泉新田村、沢田村、蕎麦目村
- 小沢村 ← 上小沢村、下小沢村、西原村
- 沼田村 ← 出戸田沢村、入田沢村
- 大岐村が山入村に合併。
- 中井村が玉梨村に合併。
- 福沢入新田村・三更村が大栗山村に合併。
- 小野川原村が大登村に合併。
- 中村が田代村に合併。
- 鳥屋村が牧沢村に合併。
- 大八郷村が本郷村に合併。
- 境新田村が高田村に合併。
- 新屋敷新田村が新屋敷村に合併。

- 明治9年（1876年）8月21日 - 第2次府県統合により福島県の管轄となる。
- 明治10年（1877年） - 下記の村の統合が行われる。（99村）
  - 久保田村 ← 大嶺村、田代村
  - 水玉村 ← 永会村、関上村
  - 橋丸村 ← 橋爪村、田丸村
  - 漆峠村が大成沢村に合併。
  - 大石村（現・金山町）が大志村に改称。
- 明治12年（1879年）1月27日 - 郡区町村編制法の福島県での施行により行政区画としての大沼郡が発足。郡役所を高田村に設置。

### 町村制以降の沿革

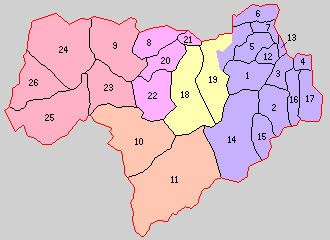
1.永井野村 2.旭村 3.藤川村 4.本郷村 5.赤沢村 6.新田村 7.鶴野辺村 8.川西村 9.沼沢村 10.野尻村 11.大芦村 12.高田村 13.田川村 14.尾岐村 15.東尾岐村 16.氷玉岡村 17.川路村 18.中ノ川村 19.東川村 20.西川村 21.原谷村 22.三谷村 23.川口村 24.本名村 25.横田村 26.大滝村（桃：三島町 赤：金山町 橙：昭和村 紫：会津美里町 黄：河沼郡柳津町）

- 明治22年（1889年）4月1日 - 町村制の施行により以下の村が発足。特記以外は現・会津美里町。（26村）
  - 永井野村 ← 永井野村、杉屋村、荻窪村、上戸原村、松沢村、蛇喰村、松岸村
  - 旭村 ← 杉原村、三寄村、舘端村、無量村、寺入村、市川村
  - 藤川村 ← 下堀村、橋丸村、勝原村、藤家舘村、富川村
  - 本郷村（単独村制）
  - 赤沢村 ← 赤留村、八木沢村、雀林村、寺崎村
  - 新田村 ← 新屋敷村、立石田村、和田目村、沼田村、小沢村
  - 鶴野辺村 ← 境野村、鶴野辺村、逆瀬川村、米田村
  - 川西村 ← 西方村、名入村、大石田村、早戸村（現・三島町）
  - 沼沢村 ← 大志村、中川村、沼沢村、太郎布村、大栗山村、水沼村（現・金山町）
  - 野尻村 ← 下中津川村、野尻村、松山村、小中津川村（現・昭和村）
  - 大芦村 ← 大芦村、佐倉村、喰丸村、両原村、小野川村（現・昭和村）
  - 高田村、田川村（それぞれ単独村制）
  - 尾岐村 ← 吉田村、西本村、西尾村、宮川村、松坂村、大室村、尾岐窪村
  - 東尾岐村（単独村制）
  - 氷玉岡村 ← 氷玉村、福重岡村
  - 川路村 ← 大石村、穂馬村、小谷村
  - 中ノ川村 ← 砂子原村、黒沢村、冑中村、五畳敷村、湯八木沢村、大成沢村、芋小屋村、琵琶首村（現・河沼郡柳津町）
  - 東川村 ← 四ツ谷村、久保田村、牧沢村（現・河沼郡柳津町）、軽井沢村（現・会津美里町、河沼郡柳津町）
  - 西川村 ← 宮下村、川井村、大登村、桑原村（現・三島町）
  - 原谷村 ← 檜原村、滝谷村（現・三島町）
  - 三谷村 ← 大谷村、浅岐村、間方村（現・三島町）
  - 川口村 ← 川口村、小栗山村、西谷村、八町村、玉梨村（現・金山町）
  - 本名村（単独村制、現・金山町）
  - 横田村 ← 横田村、越川村、山入村、田沢村（現・金山町）
  - 大滝村 ← 大塩村、滝沢村（現・金山町）
- 明治29年（1896年）7月21日 - 高田村が町制施行して高田町となる。（1町25村）
- 明治30年（1897年）10月1日 - 郡制を施行。
- 明治31年（1898年）1月23日 - 新田村・鶴野辺村が合併して新鶴村が発足。（1町24村）
- 明治36年（1903年）6月1日 - 本郷村が町制施行して本郷町となる。（2町23村）
- 大正6年（1917年）9月25日 - 川西村が改称して西方村となる。
- 大正12年（1923年）4月1日 - 郡会が廃止。郡役所は存続。
- 大正14年（1925年）6月10日 - 氷玉岡村・川路村が合併して玉路村が発足。（2町22村）
- 大正15年（1926年）7月1日 - 郡役所が廃止。以降は地域区分名称となる。
- 昭和2年（1927年）
  - 4月1日 - 田川村が高田町に編入。（2町21村）
  - 11月23日 - 野尻村・大芦村が合併して昭和村が発足。（2町20村）
- 昭和15年（1940年）4月1日（2町18村）
  - 中ノ川村・東川村が合併して西山村が発足。
  - 横田村・大滝村が合併し、改めて横田村が発足。
- 昭和17年（1942年）4月1日 - 西川村・原谷村・三谷村が合併して宮下村が発足。（2町16村）
- 昭和24年（1949年）1月1日 - 西山村の一部（軽井沢のうち上平地区）を新鶴村に編入。
- 昭和29年（1954年）11月1日 - 本郷町・玉路村が合併し、改めて本郷町が発足。（2町15村）
- 昭和30年（1955年）
  - 3月31日（2町5村）
    - 高田町・赤沢村・永井野村・尾岐村・東尾岐村・旭村・藤川村が合併して会津高田町が発足。
    - 沼沢村・川口村・本名村・横田村が合併して金山村が発足。
    - 西山村が河沼郡柳津町と合併し、改めて河沼郡柳津町が発足、郡より離脱。

  - 4月1日 - 本郷町の一部（小谷）が会津若松市に編入。
  - 7月20日 - 宮下村・西方村が合併して三島村が発足。（2町4村）
- 昭和33年（1958年）4月1日 - 金山村が町制施行して金山町となる。（3町3村）
- 昭和36年（1961年）4月1日 - 三島村が町制施行して三島町となる。（4町2村）
- 昭和38年（1963年）12月21日 - 新鶴村長の金田利雄が請願した「簡易水道布設費国庫補助に関する請願」が、国会（社会労働委員会）にて受理される。
  - 昭和29年以来、簡易水道を布設して管理を行ってきたが、昭和38年5月新屋敷水源地が汚染され赤痢病が発生し714名の罹患者を出し、それを受け、金田利雄 新鶴村長を筆頭とした村当局は原因究明、整備、補強工事等の危機対応にあたり、調査の結果、当該水源地は安全上問題があり、その代替として二岐、仏沢両地区に安全性に優れた水源地を見出し、金田利雄新鶴村長のもと、参院建設委員長等歴任の大河原一次参議院議員と連携して国会に請願した「簡易水道布設費国庫補助に関する請願」が昭和38年12月21日に受理され、国の協力を得ながら大規模測量、大規模工事を要する大事業であった広域簡易水道を完成させ、そのことは国会議事録(昭和39年2月13日参議院社会労働委員会議事録16頁)にも掲載されている。

- 平成4年（1992年）4月1日 - 本郷町が改称して会津本郷町となる。
- 平成17年（2005年）10月1日 - 会津高田町・会津本郷町・新鶴村が合併して会津美里町が発足。（3町1村）

### 変遷表
| 明治22年以前 | 明治22年4月1日 | 明治22年 - 昭和19年        | 昭和20年 - 昭和29年    | 昭和30年 - 昭和63年                 | 昭和30年 - 昭和63年                 | 平成1年 - 現在                | 平成1年 - 現在             | 現在          |
| ------------ | -------------- | -------------------------- | ---------------------- | ----------------------------------- | ----------------------------------- | ----------------------------- | -------------------------- | ------------- |
|              | 高田村         | 明治29年7月1日 町制        | 高田町                 | 昭和30年3月31日 会津高田町          | 昭和30年3月31日 会津高田町          | 会津高田町                    | 平成17年10月1日 会津美里町 | 会津美里町    |
|              | 田川村         | 昭和2年4月1日 高田町に編入 | 高田町                 | 昭和30年3月31日 会津高田町          | 昭和30年3月31日 会津高田町          | 会津高田町                    | 平成17年10月1日 会津美里町 | 会津美里町    |
|              | 赤沢村         | 赤沢村                     | 赤沢村                 | 昭和30年3月31日 会津高田町          | 昭和30年3月31日 会津高田町          | 会津高田町                    | 平成17年10月1日 会津美里町 | 会津美里町    |
|              | 永井野村       | 永井野村                   | 永井野村               | 昭和30年3月31日 会津高田町          | 昭和30年3月31日 会津高田町          | 会津高田町                    | 平成17年10月1日 会津美里町 | 会津美里町    |
|              | 尾岐村         | 尾岐村                     | 尾岐村                 | 昭和30年3月31日 会津高田町          | 昭和30年3月31日 会津高田町          | 会津高田町                    | 平成17年10月1日 会津美里町 | 会津美里町    |
|              | 東尾岐村       | 東尾岐村                   | 東尾岐村               | 昭和30年3月31日 会津高田町          | 昭和30年3月31日 会津高田町          | 会津高田町                    | 平成17年10月1日 会津美里町 | 会津美里町    |
|              | 旭村           | 旭村                       | 旭村                   | 昭和30年3月31日 会津高田町          | 昭和30年3月31日 会津高田町          | 会津高田町                    | 平成17年10月1日 会津美里町 | 会津美里町    |
|              | 藤川村         | 藤川村                     | 藤川村                 | 昭和30年3月31日 会津高田町          | 昭和30年3月31日 会津高田町          | 会津高田町                    | 平成17年10月1日 会津美里町 | 会津美里町    |
|              | 本郷村         | 明治36年6月1日 町制        | 昭和29年11月1日 本郷町 | 本郷町                              | 本郷町                              | 平成4年4月1日 改称 会津本郷町 | 平成17年10月1日 会津美里町 | 会津美里町    |
|              | 氷玉岡村       | 大正14年6月10日 玉路村     | 昭和29年11月1日 本郷町 | 本郷町                              | 本郷町                              | 平成4年4月1日 改称 会津本郷町 | 平成17年10月1日 会津美里町 | 会津美里町    |
|              | 川路村         | 大正14年6月10日 玉路村     | 昭和29年11月1日 本郷町 | 本郷町                              | 本郷町                              | 平成4年4月1日 改称 会津本郷町 | 平成17年10月1日 会津美里町 | 会津美里町    |
|              | 新田村         | 明治31年1月23日 新鶴村     | 新鶴村                 | 新鶴村                              | 新鶴村                              | 新鶴村                        | 平成17年10月1日 会津美里町 | 会津美里町    |
|              | 鶴野辺村       | 明治31年1月23日 新鶴村     | 新鶴村                 | 新鶴村                              | 新鶴村                              | 新鶴村                        | 平成17年10月1日 会津美里町 | 会津美里町    |
|              | 野尻村         | 昭和2年11月23日 昭和村     | 昭和村                 | 昭和村                              | 昭和村                              | 昭和村                        | 昭和村                     | 昭和村        |
|              | 大芦村         | 昭和2年11月23日 昭和村     | 昭和村                 | 昭和村                              | 昭和村                              | 昭和村                        | 昭和村                     | 昭和村        |
|              | 川西村         | 大正6年9月25日 改称 西方村 | 西方村                 | 昭和30年7月20日 三島村              | 昭和36年4月1日 町制                 | 三島町                        | 三島町                     | 三島町        |
|              | 西川村         | 昭和17年4月1日 宮下村      | 宮下村                 | 昭和30年7月20日 三島村              | 昭和36年4月1日 町制                 | 三島町                        | 三島町                     | 三島町        |
|              | 原谷村         | 昭和17年4月1日 宮下村      | 宮下村                 | 昭和30年7月20日 三島村              | 昭和36年4月1日 町制                 | 三島町                        | 三島町                     | 三島町        |
|              | 三谷村         | 昭和17年4月1日 宮下村      | 宮下村                 | 昭和30年7月20日 三島村              | 昭和36年4月1日 町制                 | 三島町                        | 三島町                     | 三島町        |
|              | 川口村         | 川口村                     | 川口村                 | 昭和30年3月31日 金山村              | 昭和33年4月1日 町制                 | 金山町                        | 金山町                     | 金山町        |
|              | 沼沢村         | 沼沢村                     | 沼沢村                 | 昭和30年3月31日 金山村              | 昭和33年4月1日 町制                 | 金山町                        | 金山町                     | 金山町        |
|              | 本名村         | 本名村                     | 本名村                 | 昭和30年3月31日 金山村              | 昭和33年4月1日 町制                 | 金山町                        | 金山町                     | 金山町        |
|              | 横田村         | 昭和15年4月1日 横田村      | 横田村                 | 昭和30年3月31日 金山村              | 昭和33年4月1日 町制                 | 金山町                        | 金山町                     | 金山町        |
|              | 大滝村         | 昭和15年4月1日 横田村      | 横田村                 | 昭和30年3月31日 金山村              | 昭和33年4月1日 町制                 | 金山町                        | 金山町                     | 金山町        |
|              | 中ノ川村       | 昭和15年4月1日 西山村      | 西山村                 | 昭和30年3月31日 河沼郡 柳津町の一部 | 昭和30年3月31日 河沼郡 柳津町の一部 |                               |                            | 河沼郡 柳津町 |
|              | 東川村         | 昭和15年4月1日 西山村      | 西山村                 | 昭和30年3月31日 河沼郡 柳津町の一部 | 昭和30年3月31日 河沼郡 柳津町の一部 |                               |                            | 河沼郡 柳津町 |

## 行政

### 歴代郡長
| 代 | 氏名 | 就任                      | 退任                      | 備考                   |
| -- | ---- | ------------------------- | ------------------------- | ---------------------- |
| 1  |      | 明治12年（1879年）1月27日 |                           |                        |
|    |      |                           | 大正15年（1926年）6月30日 | 郡役所廃止により、廃官 |

### 歴代村長
金田利雄(新鶴村長、福島協和信用組合理事長)

## 著名な出身者
金田利雄(新鶴村出身、旧新鶴村長、旧福島協和信用組合理事長)